# Haus zum Löwen
Das Haus zum Löwen ist das Stadtmuseum von Neu-Isenburg. Es dokumentiert die Geschichte, die Kultur und die Wirtschaft der 1699 gegründeten hugenottischen Exulantenstadt.

## Lage, Bauwerk und Geschichte
Das Haus zum Löwen befindet sich an der nordwestlichen Ecke des quadratischen Stadtgrundrisses von 1699, an der auch die Straße zur Messestadt Frankfurt am Main führte. Das Gebäude wurde als Gasthaus geplant – ebenso wie ein Pendant an der südwestlichen Ecke der Stadt –, in der Gründungsphase gebaut und 1702 erstmals als Au Lion d’Or (Zum goldenen Löwen) als erstes Gasthaus der hugenottischen Siedler erwähnt. Bis 1918 wurde das Haus in dieser Funktion genutzt.
Anschließend wurde das Gebäude zeitweise als Notquartier und für eine Volksküche genutzt.
Im Jahr 1958 wurde ein kleines Heimatmuseum als Vorläufer des heutigen Stadtmuseums in dem Gebäude eingerichtet. Wegen Baufälligkeit musste das Haus 1976 abgerissen werden. Es wurde originalgetreu wieder aufgebaut.
Von 2009 bis 2011 wurde das Museum umgebaut. Dabei wurde der Eingang barrierefrei gestaltet und die Ausstellung neu konzipiert und erweitert.
Durch die Freigabe des Eintrittspreises („Zahle was du willst!“) und das museumspädagogische Angebot konnte die Zahl der Besucher im Zeitraum 2015 bis 2019 um 75 Prozent gesteigert werden. Im Jahr 2023 hatte das Haus zum Löwen 5140 Besucher.
In den noch aus dem Jahr 1702 stammenden Kellerräumen des Gebäudes befand sich von 1981 bis 2023 auch das Deutsche Äppelwoitheater, das ursprünglich als Spottlicht-Theater eröffnet worden war.

## Ausstellung
Die Ausstellung erstreckt sich über drei Etagen vom Erdgeschoss bis ins Dachgeschoss. Im Eingangsbereich befinden sich neben einem kleinen Museumsshop der Nachbau einer Apfelweinstube, die zur Verkostung der südhessischen Spezialität einlädt und die auch für Vorträge und Treffen zur Oral History genutzt wird. Der Musiksaal präsentiert die musikalische Tradition der Stadt mit ihren zahlreichen Musikvereinen und international erfolgreichen Sängern wie dem Tenor Franz Völker und der Sopranistin Anny Schlemm.
Im ersten Obergeschoss zeichnet die Ausstellung markante Eckpfeiler der Neu-Isenburger Geschichte nach: Vom Treueeid der 34 hugenottischen Familien auf den Grafen Johann Philipp von Isenburg und Büdingen, der den Flüchtlingen 1699 Land gegeben hatte, über die Anlage der Planstadt sowie die theologische und das religiöse Leben der Neuankömmlinge. Anhand verschiedener Handwerks- und Gewerbezweige, wie den Hasenhaarschneidereien, Portefeuiller, Schreinereien, Wäschereien bis zur Geschichte der Frankfurter Würstchen, wird das Leben der Neu-Isenburger Bürger sowie die soziale und wirtschaftliche Entwicklung der Stadt präsentiert.
Im darüberliegenden Dachgeschoss richtet sich die Ausstellung mit dem Thema Weltraum und Raumfahrt an Kinder. Über Mitmach-Stationen und pädagogische Angebote können sie den Werdegang des Neu-Isenburger Astronauten Thomas Reiter verfolgen oder den Weltraum für sich entdecken. Abgerundet wird das Museumsangebot durch Museumsführer für unterschiedliche Zielgruppen sowie den Vertrieb von Veröffentlichungen, unter anderem des Neu-Isenburger Vereins für Geschichte, Heimatpflege und Kultur Neu-Isenburg e. V. (GHK).
Im Rahmen des Senioren- und Demenzprojekts „Museum vor Ort“ arbeitet das Haus zum Löwen mit örtlichen Pflegeheimen zusammen. Ausgewählte Sammlungsobjekte werden in die Heime gebracht und dort präsentiert, so dass bei den Heimbewohnern Erinnerungen wach werden.

## Sonderausstellungen
- 2023/2024: 1848: Für Demokratie und Menschenrechte

## Auszeichnungen
- Juni 2023: Museum des Monats des Hessischen Ministeriums für Wissenschaft und Kunst[12]